# Hüttenberger Heimatmuseum

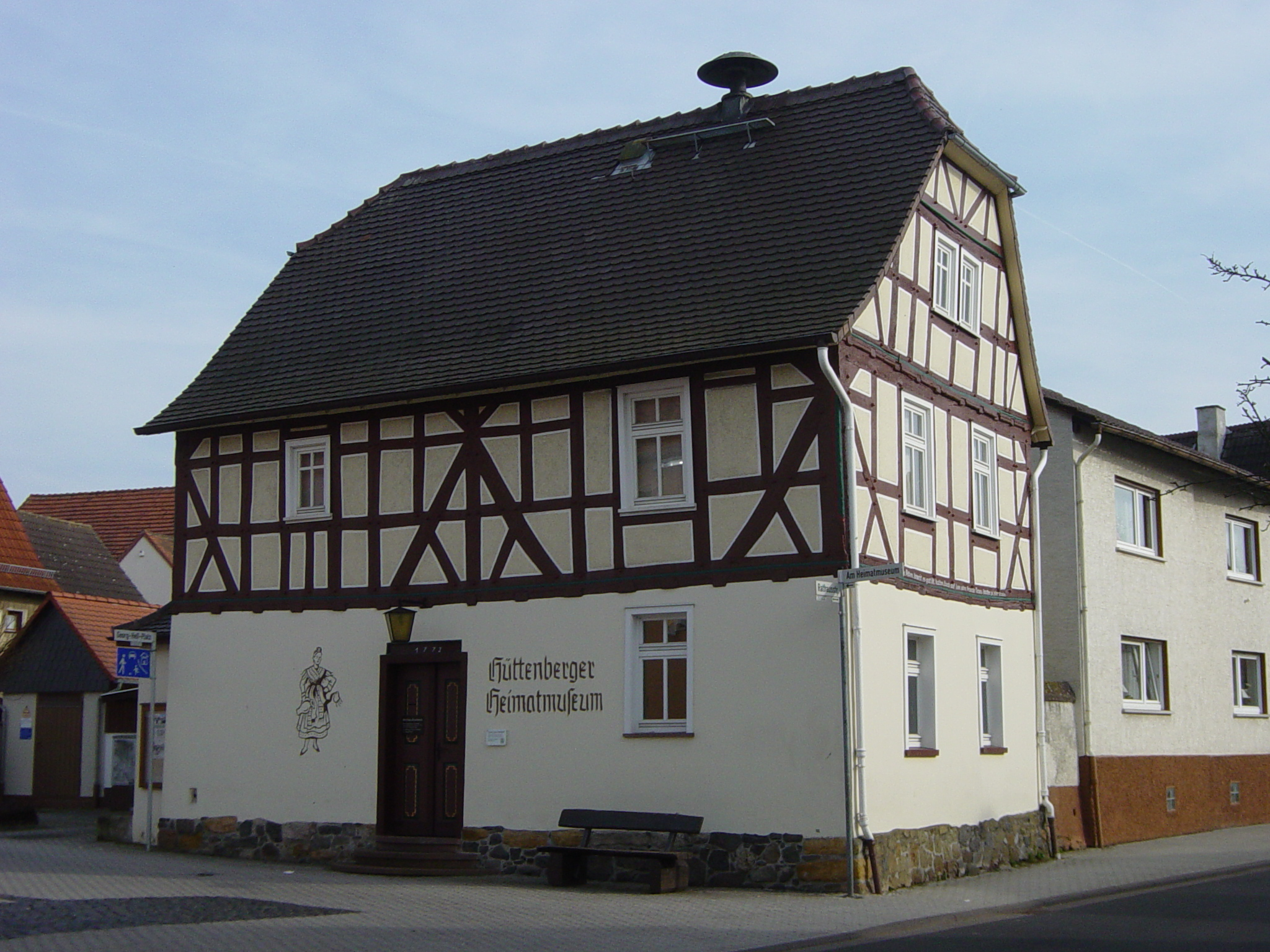
Hüttenberger Heimatmuseum von Nordwesten

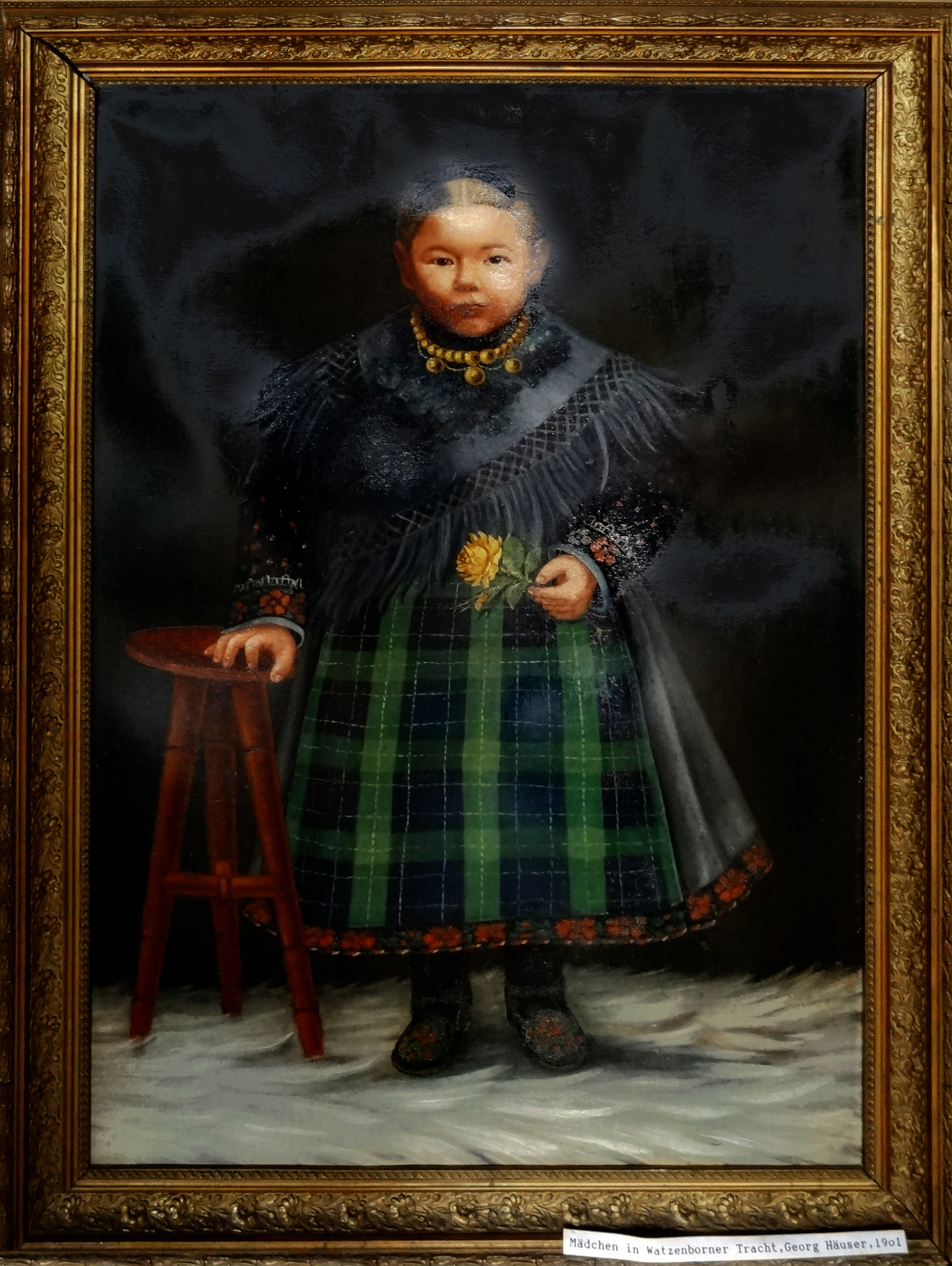
Mädchen in Watzenborner Tracht

Das Hüttenberger Heimatmuseum ist ein Heimatmuseum in der Rathausstraße 18 in Leihgestern, einem Stadtteil von Linden im Landkreis Gießen in Mittelhessen. Es wurde 1952 im ehemaligen Rathaus, einem denkmalgeschützten Fachwerkgebäude aus dem Jahr 1772, gegründet und ist der Geschichte und Kultur des Hüttenberger Landes gewidmet. Es zeigt die Hüttenberger Trachten, Exponate aus dem bäuerlichen und häuslichen Leben sowie der regionalen Handwerkskunst.

## Geschichte
Das alte Rathaus wurde im Jahr 1772 errichtet und diente im 20. Jahrhundert zeitweise als Schulraum, Spritzenhaus und Notwohnung für Flüchtlinge. Anscheinend wurde das Mauerwerk des Untergeschosses im 19. Jahrhundert erneuert. Nachdem das Rathaus nach dem Zweiten Weltkrieg zusehends baufällig geworden war, überließ der Gemeinderat von Leihgestern es dem Heimatdichter Georg Heß (* 10. Januar 1888 in Leihgestern; † 5. August 1967), der einen Ausstellungsraum für ein Heimatmuseum suchte. Heß erhielt kostenloses Baumaterial, sammelte Spenden und mobilisierte Handwerker, die unentgeltlich bei der Renovierung ab dem 13. Januar 1952 Hand anlegten. Das verputzte Fachwerk wurde wieder freigelegt. Heß war Weißbinder und nahm den Innenanstrich vor und beschaffte auch die Museumsstücke. Am 20. Juli 1952 wurde das Museum eröffnet, am 10. Januar 1953 der Gemeinde Leihgestern übergeben und 1954 das zweite Stockwerk ausgebaut. 1994 erhielt der Platz vor dem Museum den Namen „Georg-Heß-Platz“ und 1996 wurde gegenüber dem Museum eine Heimatstube eingeweiht.
Außenrenovierungen erfolgten in den Jahren 1986 und 2005, eine Innenrenovierung 1987. Gegenwärtig wird das Museum von Heinz-Lothar Worm geleitet.
Der Name „Hüttenberger Heimatmuseum“ bezieht sich auf das Hüttenberger Land (Amt Hüttenberg), also die Gegend des Lahntales zwischen Wetzlar, Gießen und Butzbach. Die heutige Gemeinde Hüttenberg macht nur einen kleinen Teil dieser kulturell einheitlich geprägten Region aus.

## Gebäude

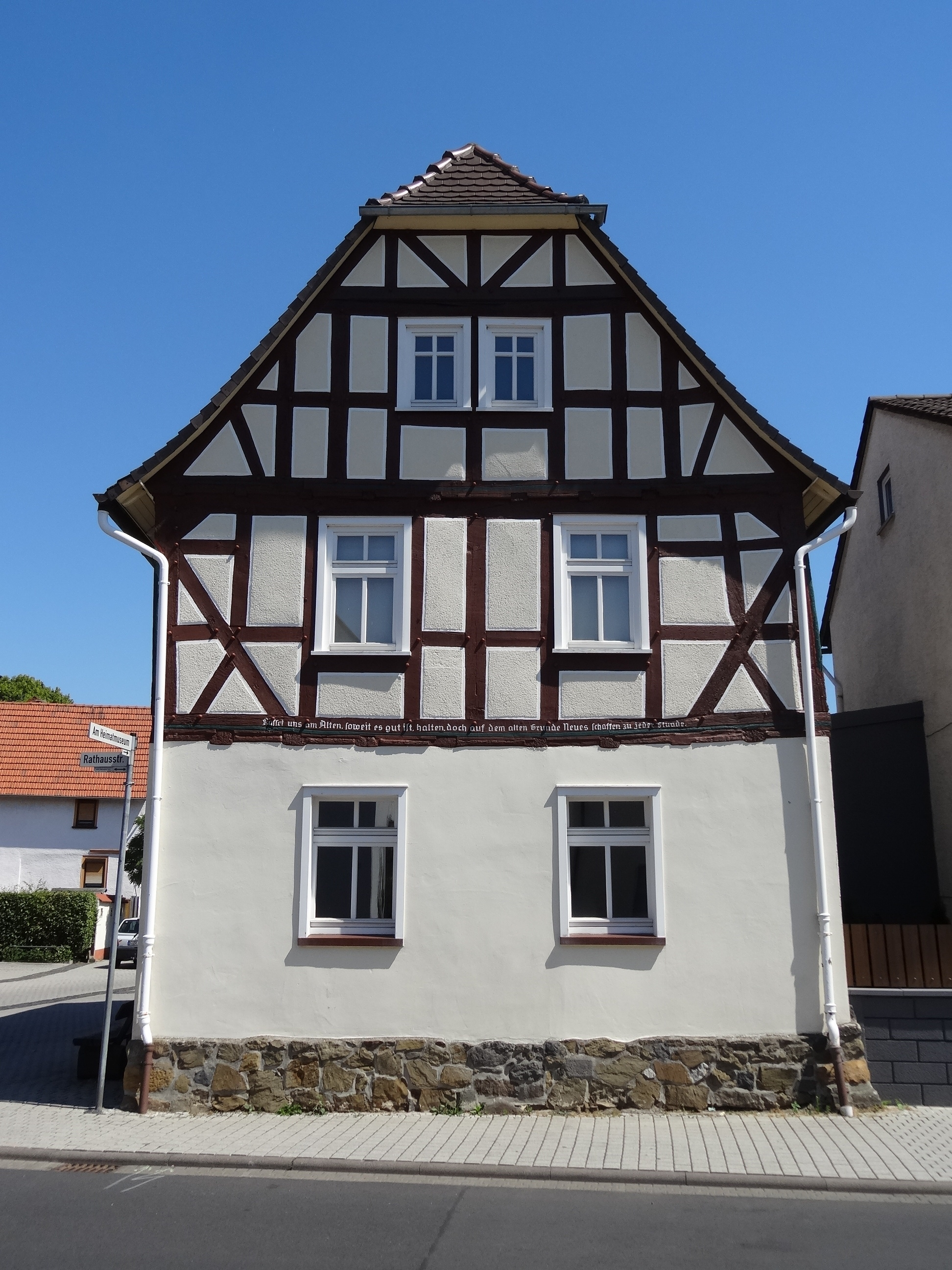
Blick von Westen

Das zweigeschossige Rathaus wurde im Jahr 1772 an exponierter Lage im Ortszentrum giebelständig zur Rathausstraße (damals „Horrgasse“) errichtet. Das Untergeschoss besteht aus weiß verputztem Bruchsteinmauerwerk über einem unverputzten Sockel. Das Obergeschoss ist in Fachwerkbauweise gestaltet und wird von einem Schopfwalmdach abgeschlossen. Das annähernd symmetrische Fachwerk wird an der Langseite durch Riegel in drei Zonen gegliedert. An den Ecken werden die beiden unteren Gefache durch Fußstreben verstärkt, während die obere Gefache je ein Kopfwinkelholz aufweisen. Die Nordseite wird in der Mitte durch das Motiv „Wilder Mann“ beherrscht. Der untere umlaufende Riegel wird durch rechteckige Fenster unterbrochen. Die Giebelseiten haben profilierte Füllhölzer mit Balkenkopfreihen. Der obere Bereich der Giebelseite ist ebenfalls dreizonig gegliedert. Eine sekundäre Inschrift in Fraktur am westlichen Rahmholz lautet: „Lasset uns am Alten, soweit es gut ist, halten, doch auf dem alten Grunde Neues schaffen zu jeder Stunde“. Der Türbalken über der zweiflügeligen rechteckigen Eingangstür an der Nordseite ist mit der Jahreszahl 1772 bezeichnet.
Der große Raum im Untergeschoss hat eine flache Balkendecke, die auf einem Längsunterzug ruht, der in der Mitte von einem Holzpfosten gestützt wird.

## Ausstellung

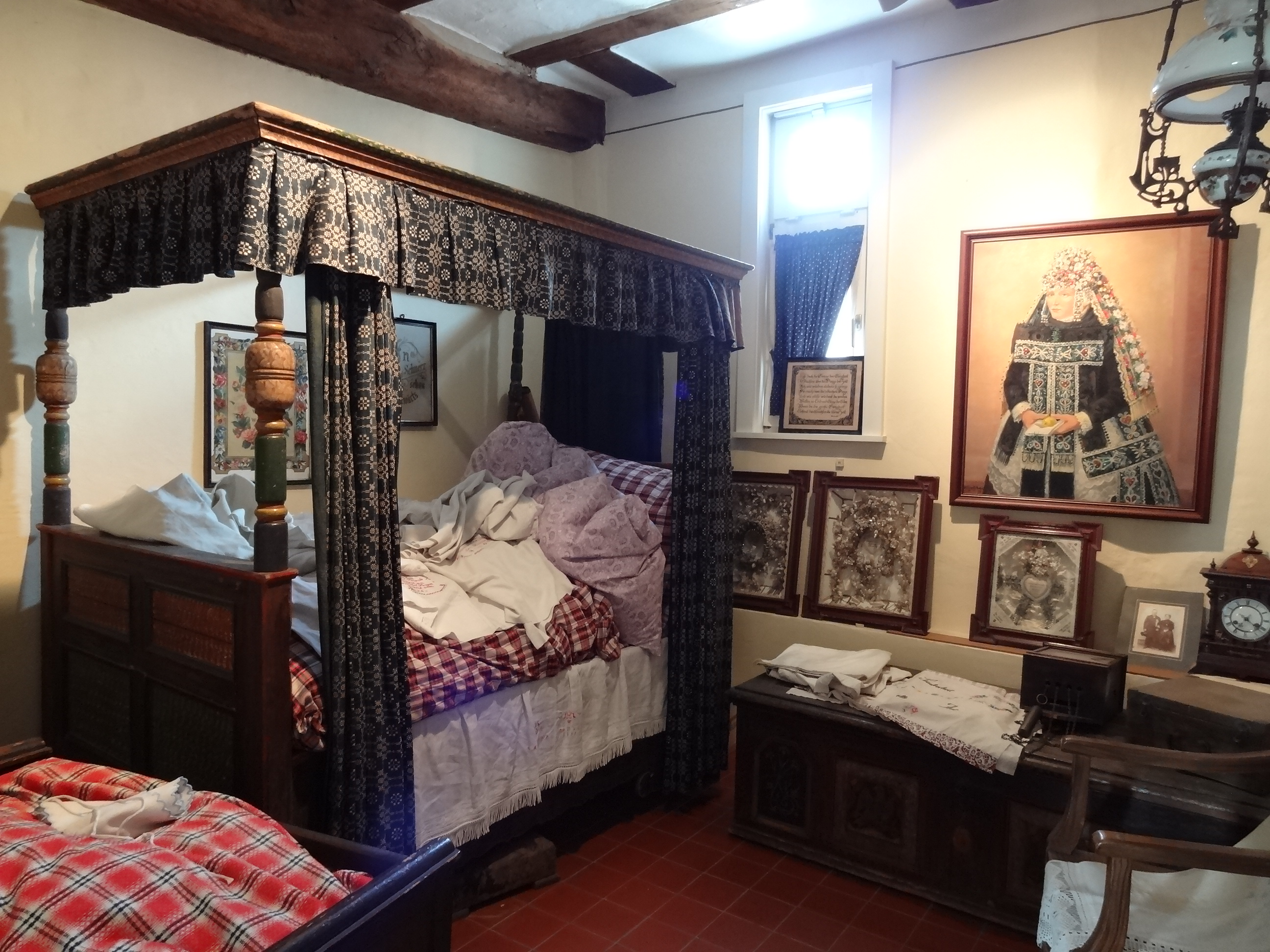
Hüttenberger Bauernstube

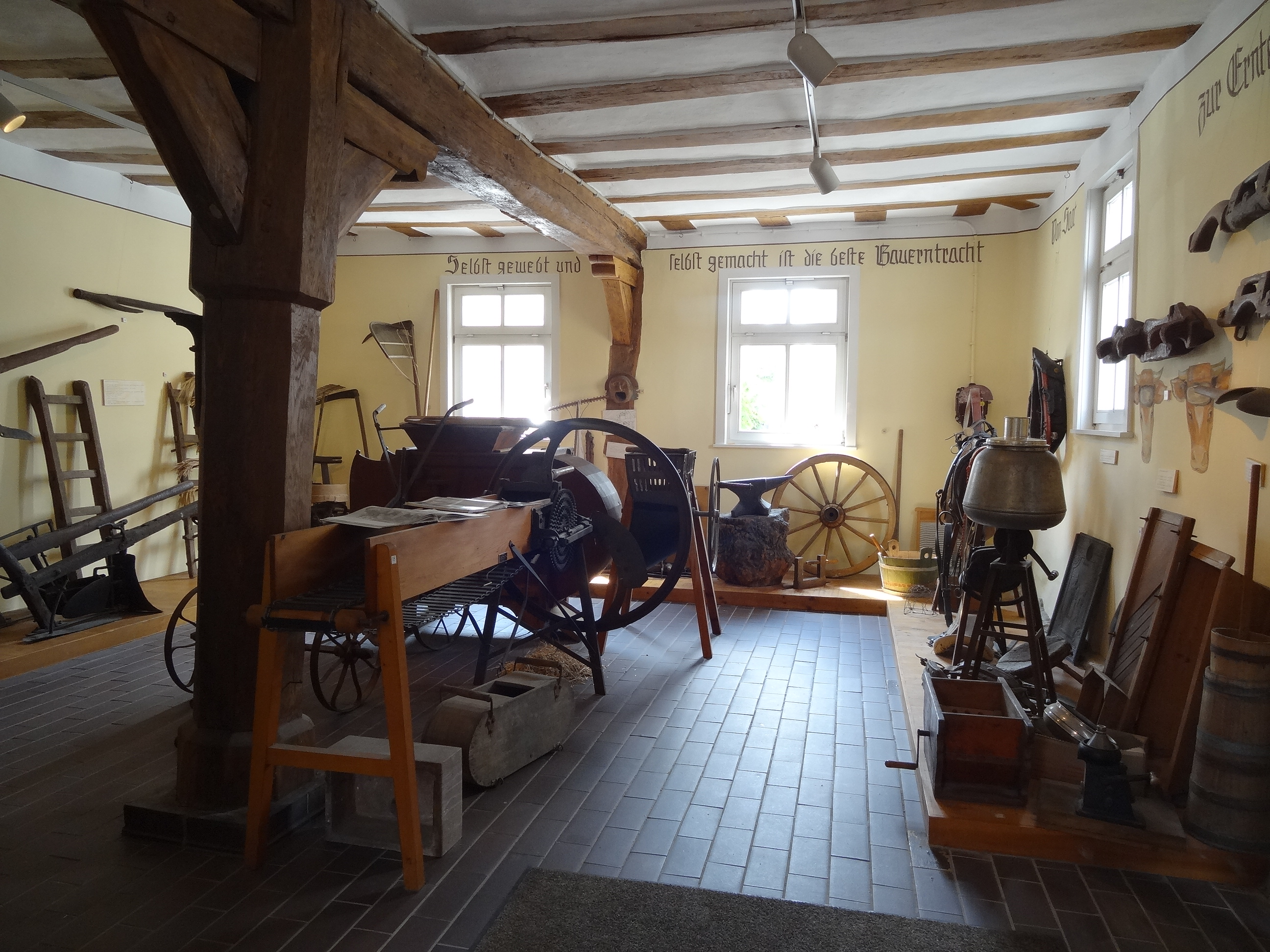
Landwirtschaftliche und Haushaltsgeräte im Untergeschoss

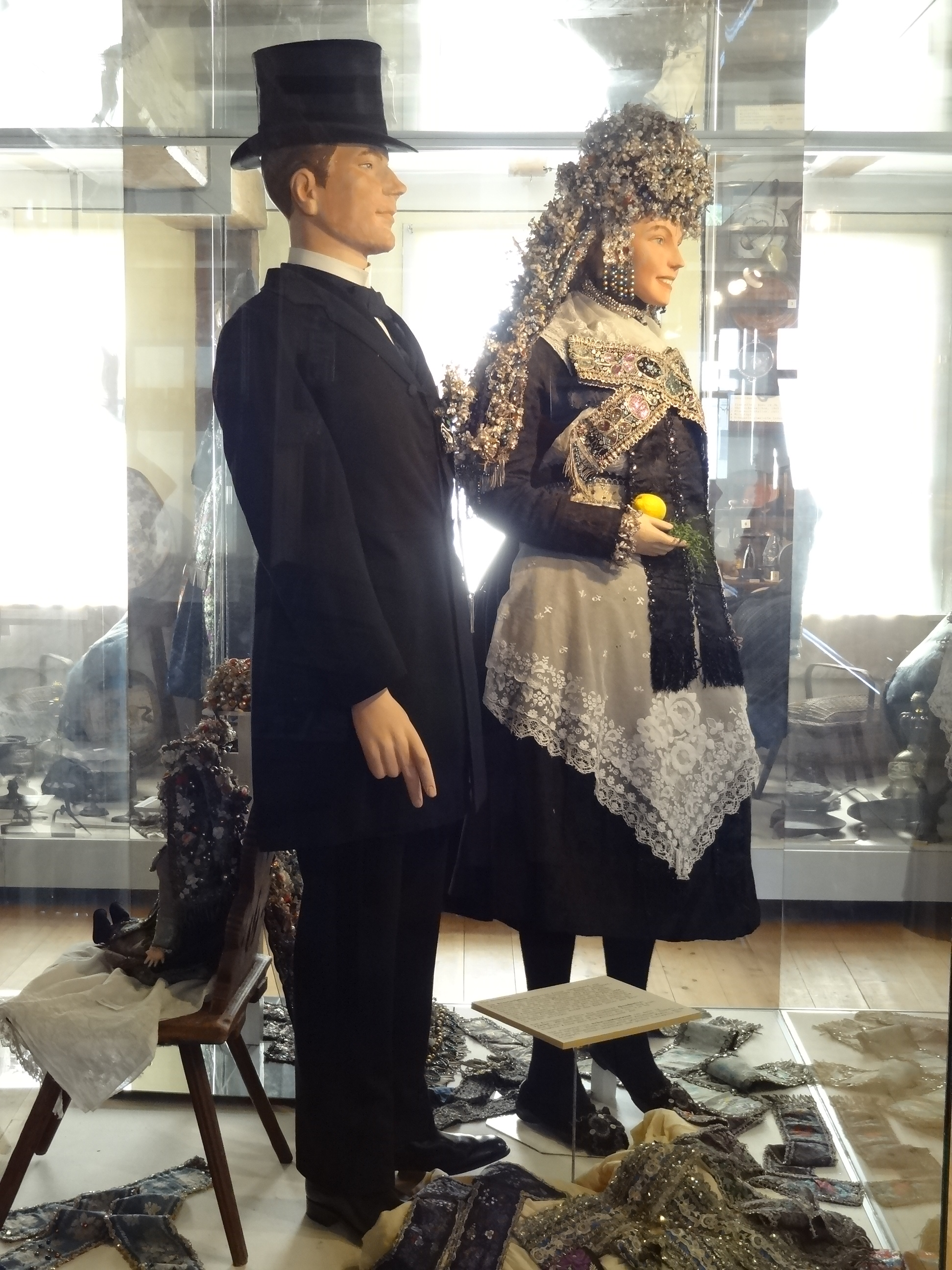
Hüttenberger Hochzeitstracht

Auf 180 m² sind etwa 500 Ausstellungsstücke in den beiden unteren Geschossen zu sehen. Das Dachgeschoss ist für die Öffentlichkeit nicht zugänglich. Der große Raum im Untergeschoss zeigt landwirtschaftliche Geräte unter dem Motto „von der Saat zur Ernte“, darunter eine Egge, verschiedene Pflüge und Joche. Zu den Gegenstände aus dem Haushalt gehören Geschirr aus Zinn und Ton, Steingut, ein Ofen, eine komplette Schüsselbank, Lampen und Geräte zur Butterherstellung. Die gusseisernen Ofenplatten aus einer Hirzenhainer Eisengießener sind mit biblischen Motiven verziert. Geologische und geographische Karten vom Hüttenberg hängen im Treppenhaus. Der Nebenraum ist als Hüttenberger Bauernstube gestaltet. Hier sind neben einem Himmelbett von Wilhelm Hahn aus Leihgestern und der Wiege des Museumsgründers etliche Bilder und weiteres Mobiliar, Geräte für die Jagd, ein Nachtwächterhorn und der Säbel des früheren Polizeidieners zu sehen. Im Obergeschoss steht die Sammlung Hüttenberger Trachten im Zentrum. Lebensgroße Figuren hinter neun großen Glasvitrinen zeigen Arbeitstrachten, Trachten für Festtage und für das Abendmahl sowie Trachten für die verschiedenen Trauerphasen. Kennzeichnend für die Gegend sind farbenprächtige Bänder und wertvolle Stickereien. Das Prunkstück der Sammlung bildet ein originales Hochzeitskleid aus dem 19. Jahrhundert mit Krone, Bändern, Schlüppen und weißer Schürze. In einem oberen Nebenraum ist ein großer Webstuhl der Weberei Rühl aus Laubach aufgestellt, das einzige Ausstellungsstück, das von Heß käuflich erworben wurde. Alle anderen Gegenstände wurden gespendet. In diesem Zimmer finden sich zudem Geräte zur Flachsverarbeitung. In einem weiteren Nebenraum werden Dokumente, Akten, Zeichnungen und anderes gesammelt.
Die Ausstellung beherbergt vier Ölgemälde. Das Älteste aus dem Jahr 1906 mit dem Titel „Gemälde mit Kuh“ stammt von Ernst Eimer (1881–1960). Ein weiteres Gemälde zeigt ein Mädchen in Watzenborner Tracht, ein anderes von Wilhelm Großhaus eine Hüttenberger Braut (1939) und das jüngste von Karl Sümmerer eine alte Frau aus Leihgestern.